# Filmåret 2004

## Årets filmer

### Siffra (1,2,3...) eller specialtecken (@,$,?...)
- 1 Night in Paris
- 6 Points
- 13 snart 30
- 13th District
- 50 First Dates
- 2046

### A - G
- A Dirty Shame
- A Love Song for Bobby Long
- After the Sunset
- Agent Cody Banks 2: Destination London
- The Alamo
- Alexander
- Alfie
- Alla bara försvinner
- Alla hans ex
- Anacondas
- Anchorman
- Arga män utan ben
- Armbryterskan från Ensamheten
- Attentatet mot Richard Nixon
- The Aviator
- AVP: Alien Vs. Predator
- Babylonsjukan
- Bad Things
- Bara Bea
- Bara en dag
- Barbie som prinsessan och tiggarflickan
- Barnavännen
- Barnen som inte fanns
- Being Julia
- Beroende - when nothing is enough
- The Big Bounce
- Bionicle 2: Legends of Metru Nui
- Birth
- Black Widow
- Blade: Trinity
- Blood Trap
- Blueberry
- Bombay Dreams
- Born into Brothels: Calcutta's Red Light Kids
- The Bourne Supremacy
- Broderier
- Brudtärnan
- Bröder
- The Butterfly Effect
- C.S.A.: The Confederate States of America
- The Calcium Kid
- Camp Slaughter
- Catwoman
- Chameli
- Chasing Liberty
- Chronicles of Riddick
- The Clearing
- Clementine
- Closer
- Club Dread
- Collateral
- Compadre
- Crash
- Cube Zero
- D.E.B.S.
- Dag och natt
- Dagbok från en motorcykel
- Dagboken - Jag sökte dig och fann mitt hjärta
- Darwins mardröm
- Dare mo shiranai
- Dawn of the Dead
- The Day After Tomorrow
- De blodröda floderna II
- De feta åren är förbi
- De-lovely
- Dead Birds
- Dead Meat
- Den tredje makten
- Det levande slottet
- Dirty Dancing: Havana Nights
- Dodgeball
- Door in the Floor
- DysEnchanted
- Dålig uppfostran
- Eating Out
- Ella den förtrollade
- Elvis Has Left the Building
- En askungesaga
- En galen dag i New York
- En långvarig förlovning
- En prinsessas dagbok 2
- En öm kyss
- Eternal Sunshine of the Spotless Mind
- Ett hål i mitt hjärta
- Eulogy
- Eurotrip
- Exorcisten: Begynnelsen
- Fackklubb 459 - Sista striden på bagarn
- Fade to Black
- Fahrenheit 9/11
- Fahrenhype 9/11
- Falla vackert
- The Fallen
- Familjen är värre
- Fantomen på Operan
- Final Call
- Finding Neverland
- First Daughter
- Fjorton suger
- Flight of the Phoenix
- Flying Daggers
- The Football Factory
- The Forgotten
- Fragile
- Framom främsta linjen
- Friday Night Lights
- From the Beginning to the End
- Fröken Sverige
- Full fart med Mulle Meck
- Führerns elit
- Fyra nyanser av brunt
- Första kärleken
- Garden State
- Ghost in the Shell 2: Innocence
- Ginger Snaps 2: Unleashed
- Ginger Snaps Back: The Beginning
- The Girl Next Door
- Gitarrmongot
- Godzilla: Final Wars
- Gosskören
- The Grudge
- Gråta med ett leende
- Gustaf
- Gå loss

### H - N
- Hajar som hajar
- Hardcore
- Harold & Kumar Go to White Castle
- Harry Potter och fången från Azkaban
- Hawaii, Oslo
- The Heart Is Deceitful Above All Things
- Hela vägen
- Helens små underverk
- Hellboy
- Helter Skelter
- Hidalgo
- Hide and Creep
- Hip hip hora!
- Historien om Övärlden
- Hjältehunden från New York
- Hotell Rwanda
- Hotet
- Hotet från underjorden 4
- Håkan Bråkan & Josef[1]
- I Heart Huckabees
- I Piso Porta
- I, Robot
- If Only
- Imaginary Heroes
- In Good Company
- In Search of Santa
- Inside I'm Dancing
- Intima främlingar
- Iron Jawed Angels
- It's All Gone Pete Tong
- Irish Eyes
- Jag och min syster
- Jane Bomb
- Jersey Girl
- Jorden runt på 80 dagar
- Julfritt
- Järn 3:an
- Kaldaljós
- Kill Bill: Volume 2
- The Kin
- King Arthur
- King Solomon's Mines
- Kinsey
- Klättertjuven
- Kogänget
- Kung Fu Hustle
- Kyrkogårdsön
- Kärlek & fördom
- Kärlek tur och retur
- Kärlekens raseri
- Kärlekens språk
- Köpmannen i Venedig
- Ladder 49
- The Ladykillers
- Lavendelflickorna
- Layer Cake
- Lejonkungen 3 - Hakuna Matata
- Lemony Snickets berättelse om syskonen Baudelaires olycksaliga liv
- The Librarian: Quest for the Spear
- The Life and Death of Peter Sellers
- The Life Aquatic with Steve Zissou
- Lilla Jönssonligan på kollo[2]
- Little Black Book
- Livet är ett mirakel
- Macbeth
- The Machinist
- Machuca
- Man on Fire
- The Manchurian Candidate
- Maria Full of Grace
- Masjävlar
- Mean Creek
- Mean Girls
- Med kameran som tröst, del 2
- Melinda & Melinda
- Mickybo and Me
- Million Dollar Baby
- Mind Game
- Mindhunters
- Miracle
- Mongolpiparen
- Musse, Kalle och Långben: De tre musketörerna
- Musses jul i Ankeborg
- My Summer of Love
- Mysterious Skin
- The Naked Feminist
- Napoleon Dynamite
- National Treasure
- Never Die Alone
- New Police Story
- När Domus kom till stan

### O - U
- Ocean's Twelve
- Och så kom Polly
- One Missed Call
- Open Water
- The Orphan King
- Oss torpeder emellan 2
- Out for Blood
- Out of Reach
- Palindromes
- Paparazzi
- Pappa Goriot
- The Passion of the Christ
- Pokerspelaren
- Polarexpressen
- Pop Rocks
- Populärmusik från Vittula
- Prinsen & jag
- The Punisher
- På spaning med Bridget Jones
- The Queen of Sheba's Pearls
- Raise Your Voice
- Rancid
- Ray
- Resident Evil: Apocalypse
- Ring kåta Clarissa
- Romasanta
- Saints and Soldiers
- Salem's Lot
- Samaritan Girl
- Saved!
- Saving Face
- Saw
- Scooby Doo 2 – Monstren är lösa
- Scooby-Doo och Loch Ness-monstret
- Se mig
- Secret Window
- Seed of Chucky
- Shall We Dance?
- Shaun of the Dead
- Shouf shouf habibi!
- Shrek 2
- Sideways
- Silentium
- Silver City
- Sky Captain and the World of Tomorrow
- Slaget om Bogside
- Sommarlek
- Spanglish
- Spartan
- Speak
- Spider-Man 2
- Spår
- Stage Beauty
- Starsky & Hutch
- Steamboy
- The Stepford Wives
- Straight Into Darkness
- Strandvaskaren
- Strings
- Super Size Me
- Superhjältarna
- Survive Style 5+
- Surviving Christmas
- Suspect Zero
- Svampbob Fyrkant
- Så som i himmelen
- Taking Lives
- Team America
- The Terminal
- Thérèse: The Story of saint Thérèse of Lisieux
- Thunderbirds
- Tonårsliv
- Toolbox Murders
- Torkel i knipa
- Touch of Pink
- Tre solar
- Troja
- The Truth About Love
- Två tigerbröder
- Twisted
- Tårarnas äng
- Under en blågul himmel
- Under stjärnorna
- Undergången
- Underkastelse

### V - Ö
- Van Helsing
- Vanity Fair
- Veer-Zaara
- Vera Drake
- The Village
- Voces Inocentes
- The Voice
- Walking Tall
- What the Bleep Do We Know!?
- White Chicks
- The Whole Ten Yards
- Wicker Park
- Wimbledon
- Win a Date with Tad Hamilton!
- Without a Paddle
- The Woodsman
- Yu-Gi-Oh! Filmen

## Händelser

### Januari
- 26 januari – Filmgalan med Guldbaggeutdelning hålls i Göteborg i samband med Göteborgs filmfestival.

### Februari
- 26 februari – Tyska journalisten Jutta Rabes omdiskuterade film Baltic Storm, en politisk thriller baserad på Estoniakatastrofen, har Sverigepremiär på Biografen Sture i Stockholm. Filmen hade Tysklandspremiär i oktober föregående år, men SF och Sandrews har tackat nej.[3]

### Oktober
- 12 oktober – Svensk Filmindustris webbsida sf.se relanseras, denna gång mer lättnavigerad och informativ.

## Oscarspriser(i urval)
| Kategori                  | Vinnare                              |
| ------------------------- | ------------------------------------ |
| Bästa film                | Million Dollar Baby                  |
| Bästa regi                | Clint Eastwood (Million Dollar Baby) |
| Bästa manliga huvudroll   | Jamie Foxx (Ray)                     |
| Bästa kvinnliga huvudroll | Hilary Swank (Million Dollar Baby)   |
| Bästa manliga biroll      | Morgan Freeman (Million Dollar Baby) |
| Bästa kvinnliga biroll    | Cate Blanchett (The Aviator)         |
| Bästa utländska film      | Gråta med ett leende (Spanien)       |

För komplett lista se Oscarsgalan 2005.

## Avlidna
- 7 januari – Ingrid Thulin, svensk skådespelare.
- 15 januari – Ove Svensson, svensk filmvetare.
- 22 januari – Ann Miller, amerikansk skådespelare, sångerska och dansare.
- 27 januari – Wiange Törnkvist, svensk skådespelare.
- 2 februari – Siri Olson, svensk skådespelerska, sångerska och dansös.
- 3 februari – Keve Hjelm, svensk skådespelare och regissör.
- 15 februari – Hasse Ekman, svensk skådespelare och regissör.
- 19 februari – Lakke Magnusson, svensk skådespelare.
- 25 februari – Elna Hallenberg Næss, norsk skådespelare.
- 2 mars – Mercedes McCambridge, amerikansk skådespelare.
- 6 mars – Frances Dee, amerikansk skådespelare.
- 14 mars – René Laloux, fransk regissör av animerad film.
- 28 mars – Peter Ustinov, brittisk skådespelare.
- 4 april – Hans Bergström, svensk regissör och skådespelare.
- 19 april – Per Verner-Carlsson, svensk regissör.
- 1 juni – Randi Brænne, norsk skådespelare.
- 5 juni – Ronald Reagan, amerikansk skådespelare och president.
- 1 juli – Marlon Brando, amerikansk skådespelare.
- 5 juli – Pierre Fränckel, svensk skådespelare, regissör, producent och teaterchef.
- 11 juli – Carl-Ivar Nilsson, svensk skådespelare.
- 13 juli – Pierre Fränckel, svensk skådespelare och regissör.
- 21 juli – Jerry Goldsmith, amerikansk filmmusikkompositör.
- 28 juli – Irvin Shortess Yeaworth Jr., amerikansk filmregissör.
- 30 juli – Vivica Bandler, finländsk teaterregissör, manusförfattare och teaterchef.
- 31 juli – Laura Betti, italiensk filmskådespelare.
- 4 augusti – Eivor Landström, svensk skådespelare och teaterkonsulent.
- 8 augusti – Fay Wray, kanadensisk-amerikansk skådespelare.
- 18 augusti – Elmer Bernstein, amerikansk kompositör och arrangör av filmmusik.
- 7 september – Lennart Lindberg, svensk skådespelare.
- 8 september – Frank Thomas, amerikansk animationsregissör, animatör och manusförfattare.
- 11 september – Fred Ebb, amerikansk sångtextförfattare, manusförfattare, kompositör och filmproducent.
- 14 september – Ove Sprogøe, dansk skådespelare.
- 18 september – Russ Meyer, amerikansk regissör, producent, fotograf och manusförfattare.
- 3 oktober – Janet Leigh, amerikansk skådespelare.
- 5 oktober – Rodney Dangerfield, amerikansk skådespelare och ståuppkomiker.
- 7 oktober – Gun Arvidsson, svensk skådespelare, teaterregissör och teaterpedagog.
- 10 oktober – Christopher Reeve, amerikansk skådespelare.
- 27 oktober – Leif Hedenberg, svensk skådespelare och regissör.
- 2 november – Theo van Gogh, nederländsk filmskapare.
- 7 november – Howard Keel, amerikansk skådespelare och musikalartist.
- 23 november – Lars-Magnus Lindgren, svensk regissör och manusförfattare.
- 26 november – Philippe de Broca, fransk regissör och manusförfattare.
- 28 november – Marianne Nielsen, svensk skådespelare.
- 29 november – John Drew Barrymore, amerikansk skådespelare.
- 28 december – Jerry Orbach, amerikansk skådespelare.

### Fotnoter
1. ↑  Filmåret 2004 på Svensk Filmdatabas
2. ↑  IMDB, läst 29 februari 2012
3. ↑   När Var Hur 2007. DN